# Stigmatochromis pholidophorus
Stigmatochromis pholidophorus es una especie de peces de la familia Cichlidae en el orden de los Perciformes.

## Morfología
Los machos pueden llegar alcanzar los 10,8 cm de longitud total.

## Hábitat
Es una especie de clima tropical entre 24 °C-26 °C de temperatura.

## Distribución geográfica
Se encuentra en África):  lago Malawi.  